# Palast der Regierungskommission für Einkünfte und Finanzen

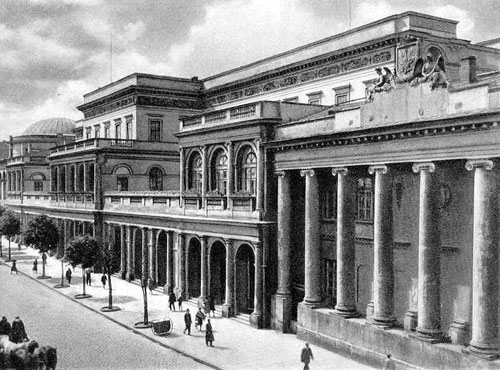
Vor 1939

Der Palast der Regierungskommission für Einkünfte und Finanzen (polnisch: Pałac Komisji Rządowej Przychodów i Skarbu w Warszawie), auch Leszczyński-Palast genannt, befindet sich am Plac Bankowy 5 in Warschau. Heute ist hier der Sitz des Warschauer Oberbürgermeisters untergebracht.

## Geschichte
Ursprünglich stand hier die Mitte des 17. Jahrhunderts vermutlich von Giovanni Battista Gisleni errichtete Residenz des Jan Leszczyński. In der zweiten Hälfte des 18. Jahrhunderts befand sich der Palast im Besitz eines Józef Potocki, später war die Familie Zieliński Eigentümer. Der Palast wurde in den Jahren 1823 bis 1825 von Antonio Corazzi im klassizistischen Stil als Sitz der Kommission für Einkünfte und Finanzen des Königreich Polens grundlegend umgebaut. Von 1829 bis 1831 arbeitete Juliusz Słowacki hier als Beamter. Von 1919 bis 1921 erfolgte eine Sanierung unter Marian Lalewicz. 1939 brannte der Palast zu Kriegsbeginn nach Bombentreffern aus. Während des Warschauer Aufstandes wurde er komplett zerstört. Nach dem Krieg unter Piotr Biegański in seiner klassizistischen Form als Sitz des Präsidiums des Rates der Hauptstadt Warschau wiederaufgebaut, dient er heute – zusammen mit dem benachbarten Palast des Schatzministers als Sitz des bis zum Krieg im ehemaligen Jabłonowski-Palast untergebrachten Warschauer Präsidenten (Oberbürgermeister, polnisch: Prezydent m.st. Warszawy), der Warschauer Stadtverwaltung (polnisch: Urząd Miasta Stołecznego Warszawy) und des Wojewoden der Woiwodschaft Masowien (polnisch: Mazowiecki Urząd Wojewódzki).

## Architektur
Der dreigeschossige Palast steht auf einem hufeisenförmigen Grundriss mit einem weit in der Tiefe des Ehrenhofes gelegenen Zentralgebäude. Dieser Mittelteil wird von einem sechssäuligen korinthischem Portikus dominiert. Die Skulpturen im Tympanon dieses Portikus stammen von Paweł Maliński und stellen Allegorien der Weisheit (Minerva), der Industrie (Iason), des Handels (Merkur), der Weichsel und des Bugs dar. Der oberhalb des zweiten Geschosses verlaufende Fries mit Putten und Girlanden stammt vermutlich von einem M. Vincenti.
Die Seitenflügel der Anlage sind bis zur Hälfte der Hofmitte im Stil des Zentralgebäudes ausgeführt. Im weiteren Verlauf zum Plac Bankowy verfügen sie nur noch über zwei Geschosse; beide Flügel sind ab dann auch schmaler als die Hauptflügel. Mittig zum Hof sind sie mit je einem viersäuligen ionischen Portikus versehen. Zum Plac Bankowy hin verfügen sie über monumentale (ebenfalls ionische) Säulengänge. Hier – zum Platz hin – werden die Flügel je von einem Stufengiebel mit freistehender Kartusche gekrönt.
Im Hauptvestibül des Obergeschosses befindet sich eine Büste von Juliusz Słowacki.